# Croix-Chapeau
Croix-Chapeau är en kommun i departementet Charente-Maritime i regionen Nouvelle-Aquitaine i västra Frankrike. Kommunen ligger  i kantonen La Jarrie som ligger i arrondissementet La Rochelle. År 2022 hade Croix-Chapeau 1 377 invånare.

## Befolkningsutveckling
Antalet invånare i kommunen Croix-Chapeau
Referens:INSEE